# 前150年
| 千纪： | 前1千纪 |
| 世纪： | 前3世纪 \| 前2世纪 \| 前1世纪                                                                                         |
| 年代： | 前180年代 \| 前170年代 \| 前160年代 \| 前150年代 \| 前140年代 \| 前130年代 \| 前120年代                               |
| 年份： | 前155年 \| 前154年 \| 前153年 \| 前152年 \| 前151年 \| 前150年 \| 前149年 \| 前148年 \| 前147年 \| 前146年 \| 前145年 |
| 纪年： | 西汉汉景帝前元七年 |

## 大事记

### 中国
- 汉景帝废太子刘荣为临江王，立胶东王彻为太子。

### 欧洲
- 自稱是馬其頓王國末代君主珀爾修斯的親生子的安德里斯庫斯企圖復辟，激怒羅馬共和國，致爆發第四次馬其頓戰爭。
- 馬魯斯的克拉特斯設計了世上已知最早的地球儀。

## 逝世
- 德米特里一世，塞琉西帝国國王。